# Július Haas
Július Haas (* 28. září 1948 Žilina, Československo) je bývalý československý hokejový útočník, který v nejvyšší hokejové lize hrál pouze za jeden tým, a to za bratislavský Slovan a reprezentoval Československo na několika mezinárodních turnajích. Získal zlatou medaili na památném mistrovství světa 1972.
Je členem slovenské hokejové síně slávy.

## Hráčská kariéra
S hokejem začal z pohledu dnešních dní relativně pozdě, až jako osmiletý, kdy začal docházet na žilinský zimní stadión. Ještě mu ani nebylo 19 let, kdy přestoupil do týmu nejvyšší soutěže, do Slovanu Bratislava. Již v první sezóně na sebe upozornil skvělou hrou, a tak dostal pozvánku do reprezentačního týmu. Výkonnost dlouho neudržel, proto byl vyřazen. Druhou šanci dostal před pražským mistrovství světa 1972.
Celá jeho prvoligová hokejová kariéra je spjata s jedním hokejovým týmem, Slovanu Bratislava. V bratislavském týmu odehrál 10 sezón, což představovalo 339 ligových zápasů, ve kterých vstřelil 172 ligových gólů.
Za reprezentaci odehrál 45 zápasů a vstřelil 21 gólů.

## Trenérská kariéra
Trenérskou kariéru začal jako hrající trenér v Topoľčanech v sezóně 1978/79, poté trénoval B-tým hokejistů Dukly Trenčín, dorost Slovanu Bratislava. Následně jako asistent trenéra Jozefa Golonky začal trénovat HC Slovan Bratislava. Později se již objevil jako hlavní trenér Slovanu, Dukly Trenčín a různých mužstev 1.SNHL.